# Ákos mester

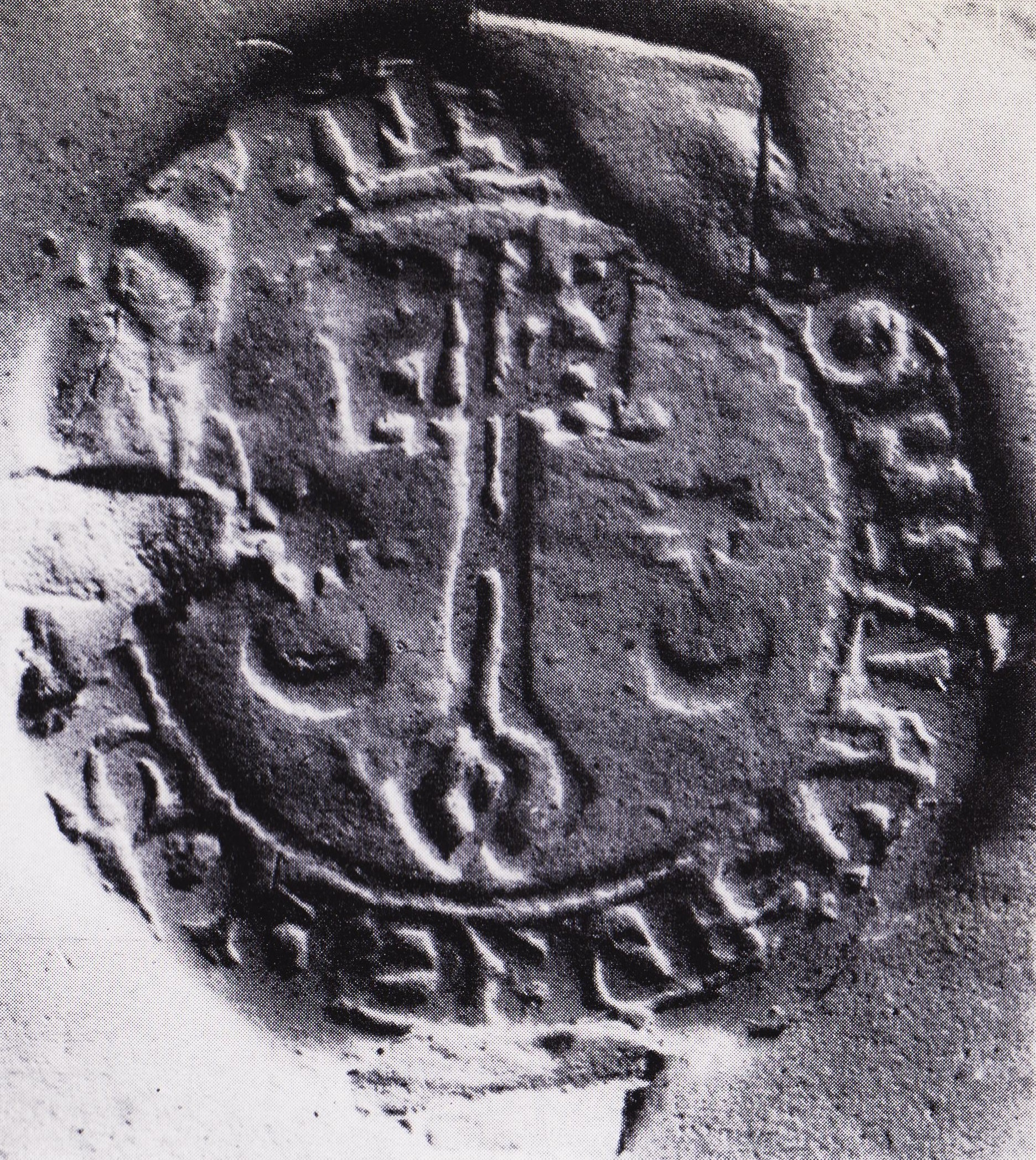
Ákos mester pecsétje 1266-ból

Ákos mester (13. század) udvari pap, történetíró.
Az Ákos nemzetség tagja, valószínűleg külföldön tanult. 1235 és 1244 között plébános volt a Pilisben, majd 1235-től 1268-ig IV. Béla udvari káplánja volt. Közben a királyi korona őre (1246–1251), fehérvári kanonok (1248–1251) és Mária királyné kancellárja (1248–1261) volt. 1270-ben tagja volt a Nápolyban járt küldöttségnek. Ő a szerzője az V. István-kori gestának, és általa ismert több királyunkról szóló elbeszélés és néhány nemzetség története. Műveit Kézai Simon és a Budai Minorita Krónika szerzője dolgozta át. 1273. augusztus 24. után hunyt el.